# Outiz
Outiz é uma povoação portuguesa do Município de Vila Nova de Famalicão que foi sede da extinta Freguesia de Outiz, freguesia que tinha 2,87 km² de área e 913 habitantes (2011), e, por isso, uma densidade populacional de 318,1 hab./km². 
A Freguesia de Outiz foi extinta (agregada) em 2013, no âmbito de uma reforma administrativa nacional, tendo o seu território sido agregado ao das Freguesias de Cavalões e Gondifelos para formar uma nova freguesia denominada União das Freguesias de Gondifelos, Cavalões e Outiz com sede em Gondifelos.
A sua fundação remonta ao ano de 1085.

## População
| População da freguesia de Outiz | População da freguesia de Outiz | População da freguesia de Outiz | População da freguesia de Outiz | População da freguesia de Outiz | População da freguesia de Outiz | População da freguesia de Outiz | População da freguesia de Outiz | População da freguesia de Outiz | População da freguesia de Outiz | População da freguesia de Outiz | População da freguesia de Outiz | População da freguesia de Outiz | População da freguesia de Outiz | População da freguesia de Outiz |
| ------------------------------- | ------------------------------- | ------------------------------- | ------------------------------- | ------------------------------- | ------------------------------- | ------------------------------- | ------------------------------- | ------------------------------- | ------------------------------- | ------------------------------- | ------------------------------- | ------------------------------- | ------------------------------- | ------------------------------- |
| 1864                            | 1878                            | 1890                            | 1900                            | 1911                            | 1920                            | 1930                            | 1940                            | 1950                            | 1960                            | 1970                            | 1981                            | 1991                            | 2001                            | 2011                            |
| 214                             | 207                             | 227                             | 354                             | 250                             | 390                             | 436                             | 489                             | 544                             | 577                             | 607                             | 705                             | 896                             | 943                             | 913                             |

## Festividades
- Festas em Honra de São Tiago - 25 de julho e último domingo de julho
- Festas em Honra de Nossa Senhora da Guia - primeiro domingo de agosto